# 山内泰延
山内泰延（やまうち やすのぶ）は、日本の漫画家。

## 概要
スクウェア・エニックスマンガ大賞にて奨励賞および審査員特別賞を受賞し、デビュー。受賞作をもとにした『男子高校生の日常』は2012年1月からアニメ放送され、第16回文化庁メディア芸術祭審査委員会推薦作品となる。

## 作品リスト
- 男子高校生の日常（『ガンガンONLINE』、スクウェア・エニックス、全7巻）
- 罪×10（『ガンガンONLINE』、スクウェア・エニックス、全4巻）
- 白雷の騎士（『ガンガンONLINE』、スクウェア・エニックス、既刊4巻）

## その他
- 私がモテないのはどう考えてもお前らが悪い!（テレビアニメ第1話エンドカードイラスト）